# Robert Thomas Moore
Robert Thomas "R. T." Moore (24 de junho de 1882 – 30 de outubro de 1958) foi um empresário, ornitólogo e filantropo americano, conhecido por fundar e atuar como editor-chefe dos Borestone Mountain Poetry Awards [en]. Em seu obituário, Lionel Stevenson [en] descreveu: "Robert Thomas Moore foi uma excepcional combinação de poeta, cientista e homem de negócios."

## Biografia
Moore nasceu em Haddonfield, Nova Jersey, em 24 de junho de 1882, filho de Henry D. Moore, um bem-sucedido empresário de Filadélfia. Ele concluiu seu bacharelado pela Universidade da Pensilvânia em 1904 e obteve um mestrado em literatura inglesa pela Universidade Harvard em 1905. Seu pai, originário do Maine, possuía um acampamento de férias da família em Big Benson. Moore adquiriu terras na montanha Borestone [en], no Maine, onde fundou a Borestone Mountain Fox Company, uma empresa que gerenciava fazendas de peles para a criação de raposas, cujas peles eram destinadas à confecção de vestimentas de pele [en]. Em 1921, essa fazenda foi reconhecida como "o principal rancho da América do Norte". Na década de 1920, Moore expandiu seus negócios ao abrir o rancho da Montanha Borestone, outra fazenda de peles situada perto do lago Big Bear, no sul da Califórnia.

Além de sua atuação no mundo dos negócios, Moore foi um ornitólogo dedicado, com cerca de 60 artigos científicos [en] publicados. Entre 1911 e 1916, ele editou Cassinia [en], o periódico do Clube Ornitológico do vale do Delaware. Por volta de 1929, mudou-se para a Califórnia e tornou-se associado do Departamento de Zoologia do Instituto de Tecnologia da Califórnia. Em 1933, contratou Chester C. Lamb para auxiliar na construção de sua coleção de aves [en]; Lamb colaborou com Moore por 22 anos, reunindo aproximadamente 40.000 espécimes de aves e mamíferos no México entre 1933 e 1955. Herbert Friedmann destacou que:
"a maior conquista de Moore foi a criação da coleção Moore, que abriga cerca de 65.000 aves, mais de 80% delas provenientes do México, e 1.000 mamíferos, atualmente instalada em um edifício doado por ele ao Occidental College [en], em Los Angeles, com um fundo para sua manutenção e para o avanço de estudos sobre aves americanas, especialmente do México e regiões próximas". 
O Laboratório de Zoologia Moore, no Occidental College, permanece ativo meio século após sua morte, sob a direção atual do Dr. John E. McCormack. Friedmann também enfatizou a descoberta de Moore de duas novas espécies de aves e um gênero; no Sistema Integrado de Informação Taxonômica, ele é creditado pela descoberta de cinco espécies (o Cyanocorax dickeyi, o Buthraupis wetmorei, o papagaio-de-fronte-castanha [en], o Lophornis brachylophus [en] e a coruja-do-balsas) e trinta subespécies.
Moore foi o primeiro a escalar o estratovulcão equatoriano Sangay em 1929. Entre 1934 e 1938, presidiu a Comissão das Galápagos do Equador, dedicada à conservação da história natural das Ilhas Galápagos. Em 1940, foi eleito membro da União dos Ornitólogos Americanos.
Em 1946, Moore criou os Borestone Mountain Poetry Awards [en]. Em 1949, publicou uma antologia com poemas selecionados de revistas em língua inglesa de 1948, cujos autores foram premiados em dinheiro por um painel de poetas renomados que atuaram como juízes voluntários. Os prêmios e a publicação da antologia perduraram anualmente até 1977, muito além de sua morte em 1958. Ele estabeleceu uma fundação de caridade para financiar a administração dos prêmios e a publicação da antologia.
Moore faleceu em sua residência em Flintridge, Califórnia, em 30 de outubro de 1958. Após sua morte, legou as terras que possuía na montanha Borestone [en] à Sociedade Audubon; essas posses foram posteriormente ampliadas por doações de seu filho, sua filha e outros, alcançando o tamanho atual de 663 hectares. Em 2000, a propriedade do santuário foi transferida para a Sociedade Audubon do Maine; o local é aberto a trilheiros e abriga o Centro de Natureza Robert Thomas Moore.